# Nymphon dissimilis
Nymphon dissimilis är en havsspindelart som beskrevs av Hedgpeth, J.W. 1949. Nymphon dissimilis ingår i släktet Nymphon och familjen Nymphonidae. Inga underarter finns listade i Catalogue of Life.